# نازك الملائكة
نازك صادق الملائكة (23 أغسطس 1923 - 20 يونيو 2007) شاعرة عراقية، ولدت في بغداد في بيئة ثقافية وتخرجت من دار المعلمين العالية عام 1944. من أم شاعرةً وأب كاتب. دخلت معهد الفنون الجميلة وتخرجت من قسم الموسيقى عام 1949، وفي عام 1959 حصلت على شهادة ماجستير في الأدب المقارن من جامعة ويسكونسن-ماديسون في أمريكا. وعينت أستاذة في جامعة بغداد وجامعة البصرة ثم جامعة الكويت. عاشت في القاهرة منذ 1990 في عزلة اختيارية وتوفيت بها في 20 يونيو 2007 عن عمر ناهز 83 عامًا بسبب إصابتها بهبوط حاد في الدورة الدموية ودفنت في مقبرة خاصة للعائلة غرب القاهرة.
يعتقد الكثيرون أن نازك الملائكة هي أول من كتبت الشعر الحر في عام 1947 ويعتبر البعض قصيدتها المسماة الكوليرا من أوائل الشعر الحر في الأدب العربي. وقد بدأت الملائكة في كتابة الشعر الحر في فترة زمنية مقاربة جداً للشاعر بدر شاكر السياب وزميلين لهما هما الشاعران شاذل طاقة وعبد الوهاب البياتي، وهؤلاء سجلوا في اللوائح بوصفهم رواد الشعر الحديث في العراق بعد صراع طويل دار بينهم حول بداية كتابة الشعر الحر أو الحديث.

## بدايتها
ولدت نازك الملائكة في بغداد لأسرة مثقفة، كانت والدتها سلمى الملائكة تنشر الشعر في المجلات والصحف العراقية باسم أدبي هو «أم نزار الملائكة» وكانت تحبب إليها الشعر مما كان له أكبر الأثر في تنمية موهبتها، وكانت تحفظها الأوزان الشعرية المشهورة (التي حددها علم العروض)، أما أبوها صادق الملائكة فترك مؤلفات أهمها موسوعة «دائرة معارف الناس» في عشرين مجلداً. اختار والدها اسم نازك تيمناً بالثائرة السورية نازك العابد، التي قادت الثوار السوريين في مواجهة جيش الاحتلال الفرنسي في العام الذي ولدت فيه الشاعرة. جدتها لأمها هي الشاعرة هداية كبة ابنة العلامة والشاعر الحاج محمد حسن كبة، وخالاها «جميل الملائكة» و«عبد الصاحب الملائكة» وهما شاعران معروفان وخال أمها الشيخ محمد مهدي كبة شاعر وله ترجمة رباعيات الخيام نظماً.
درست نازك اللغة العربية وتخرجت عام 1944، انتقلت إلى دراسة الموسيقى ثم درست اللغات اللاتينية والإنجليزية والفرنسية في الولايات المتحدة الأمريكية، وحصلت في عام 1959 على درجة الماجستير في الأدب المقارن من جامعة ويسكونسن ماديسون في الولايات المتحدة بامتياز. عملت في التدريس في جامعة بغداد ثم جامعة البصرة ثم جامعة الكويت. انتقلت للعيش في بيروت لمدة عام واحد ثم سافرت عام 1990 إثر حرب الخليج الأولى إلى القاهرة حيث أقامت هناك حتى توفيت في صيف عام 2007م .حصلت نازك على جائزة البابطين عام 1996، كما أقامت دار الأوبرا المصرية يوم 26 مايو/أيار 1999 احتفالاً لتكريمها بمناسبة مرور نصف قرن على انطلاقة الشعر الحر في الوطن العربي والذي لم تحضره بسبب المرض وحضر عوضاً عنها زوجها الدكتور عبد الهادي محبوبة، لها ابن واحد هو البراق عبد الهادي محبوبة.

## أعمالها

### مجموعاتها الشعرية
- عاشقة الليل (1947)، نشر في بغداد، وهو أول أعمالها التي نشرت.[7]
- شظايا ورماد (1949) - عدة طبعات[8]
- قرارة الموجة (1957)[9]
- شجرة القمر (1968)[10]
- يغير ألوانه البحر (1977)[11]
- مأساة الحياة وأغنية الإنسان (1977)[12]
- الصلاة والثورة (1978).
- قصيده الشهيد.
- ديوان نازك الملائكة (الأعمال الشعرية الكاملة) - عدة طبعات[13][14][15]
- المختار من شعر نازك الملائكة[16]

### مؤلفاتها

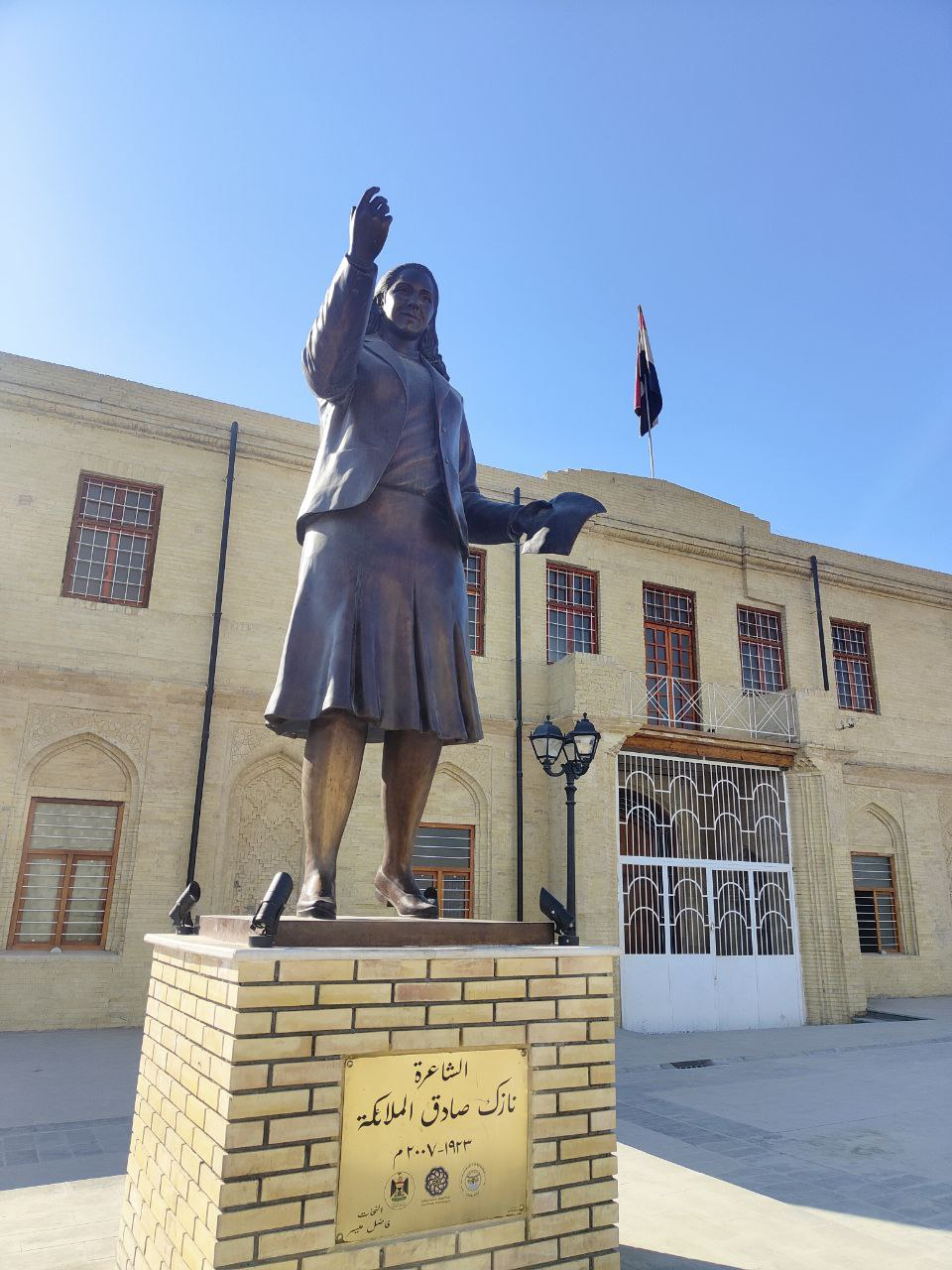
تمثال لنازك الملائكة في زقاق سوق السراي في العاصمة بغداد

- تمثال لنازك الملائكة في زقاق سوق السراي في العاصمة بغدادقضايا الشعر المعاصر (1962) - عدة طبعات[17]
- التجزيئية في المجتمع العربي (1974)، وهي دراسة في علم الاجتماع.
- سايكولوجية الشعر (1992)[18]
- الصومعة والشرفة الحمراء (1965).
- مآخذ اجتماعية على حياة المرأة العربية [19]

### مجموعة قصصية
- «الشمس التي وراء القمة» عام (1997).[20] صدرت في القاهرة

## كتب ودراسات عنها
- حياة وشعر وأفكار[21]
- نازك الملائكة - لا للكعب العالي! لا لأفلام العصابات - كاتيا شهاب[22]
- الموروث الأسطوري في شعر نازك الملائكة - محمد رجب النجار
- موجز الشعر العربي - للشاعر العراقي فالح الحجية
- صفحات من حياة نازك الملائكة - الدكتورة حياة شرارة، نشر دار رياض الريس، الطبعة الأولى يناير 1994
- السيرة والعنف الثقافي؛ دراسة في مذكرات شعراء الحداثة بالعراق، الكاتب محمد غازي الأخرس.

## وصلات خارجية
- نازك الملائكة على موقع أرشيف الشارخ.
- بوابة الشعراء: ديوان نازك الملائكة
- مقطع فلاش عن الشاعرة نازك الملائكة (موقع الجزيرة)
- قوقل تحتفل في ذكرى ميلاد نازك الملائكة